# Chart-Thai-Partei
Die Chart-Thai-Partei (Thai พรรคชาติไทย, Phak Chat Thai, übersetzt „Thailändische Nationalpartei“) war eine konservative politische Partei in Thailand. Sie wurde 1974 gegründet und im Dezember 2008 aufgelöst. 
Von einer rechten und militärnahen Partei entwickelte sie sich zu einer relativ unideologischen Vertreterin von reichen Geschäftsleuten aus der Provinz. Zwischen 1975 und 1988 war sie wiederholt als Juniorpartner an der Regierung beteiligt. Von 1988 bis 1991 führte sie unter Chatichai Choonhavan, von 1995 bis 1996 unter Banharn Silpa-archa die Regierung. Von 1997 bis 2005 sowie von 2007 bis 2008 war sie wieder als kleiner Koalitionspartner in der Regierung. 2008 verbot das Verfassungsgericht von Thailand die Chart-Thai-Partei wegen Unregelmäßigkeiten bei den vorangegangenen Wahlen.

## Geschichte

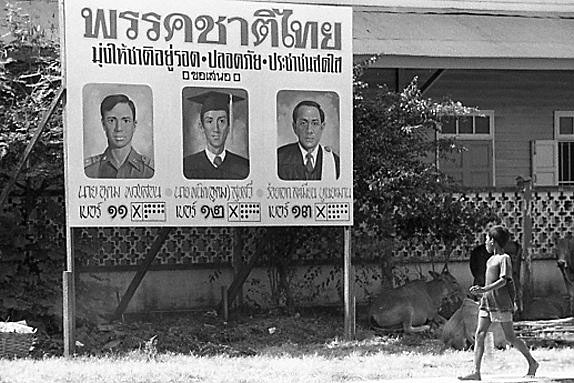
Wahlplakat im Jahr 1976

Die Chart-Thai-Partei entsprang einem Familiennetzwerk,  das für das Militär Geschäfte abwickelte und von dem starken Mann der fünfziger Jahre, Feldmarschall Phin Choonhavan, begründet wurde („Soi-Rajakru-Clan“). Die Partei wurde 1974 von Feldmarschall Phins Sohn Chatichai Choonhavan und dessen Schwägern Pramarn Adireksarn und Siri Siriyothin gegründet. Pramarn wurde ihr erster Parteichef. Die Partei vertrat in den 1970er-Jahren den rechten und aggressiv anti-kommunistischen Flügel der thailändischen Politik. In dem extrem ideologisch aufgeheizten Wahlkampf 1976 trat sie mit dem Slogan „Rechts tötet links“ an. 
Die Partei entideologisierte sich jedoch während der 1980er-Jahre. Sie war eine „Regierungspartei“, die unter allen Umständen bestrebt war, der Regierung anzugehören und war demzufolge zwischen 1975 und 1988 Teil einer Reihe von Koalitionsregierungen. In dieser Zeit war sie bei allen landesweiten Wahlen zweitstärkste Kraft. Lediglich von 1983 bis 1986 war sie führende Oppositionskraft. Laut ihrem Generalsekretär Banharn Silpa-archa war Opposition für einen Politiker, „als ob man sich zu Tode hungert.“ 
1988 erhielt die Chart-Thai-Partei die meisten Stimmen bei den Wahlen, demgemäß wurde ihr seit 1986 agierender Parteichef Chatichai Choonhavan zum Premierminister gewählt. Chatichais Regierung wurde als „Buffet-Kabinett“ bekannt, da ihre Mitglieder sich unverhohlen um die Verteilung von Staatsgeldern balgten. Die Chart-Thai-Partei vertrat eine Stärkung des Parlaments, in dem viele reich gewordene und zunehmend politisch ambitionierte Geschäftsleute aus der Provinz vertreten waren, gegen die traditionell machtvolle aber nicht durch Wahlen legitimierte Verwaltung. Sie wurde 1991 durch einen Militärputsch gestürzt. Die Putschisten warfen dem Premier und weiteren Kabinettsmitgliedern vor, „ungewöhnlichen Reichtum“ angehäuft zu haben.
Nach der Wahl im März 1992 ging Chart Thai eine Koalition mit der Partei der Putschisten von 1991 unter General Suchinda Kraprayoon ein. Während der Straßenproteste und blutigen Zusammenstöße im „Schwarzen Mai“ 1992 wurde sie daher von der thailändischen Presse zu den „Teufels-Parteien“ gezählt. Ein Flügel der Partei lehnte diese Allianz ab und gründete die Partei für nationale Entwicklung (Phak Chart Pattana). Auch der vormalige Parteichef Chatichai trat zu dieser Partei über. Nach dem Rücktritt Suchindas erhielt die Chart-Thai-Partei bei den Neuwahlen im September drei Sitze weniger als bei der Wahl im März. Sie wurde nicht in der Regierungskoalition berücksichtigt, die von den zuvor oppositionellen „Engels-Parteien“ gebildet wurde. Bis zum Mai 1994 war der Luftwaffen-General Sombun Rahong vorübergehender Parteichef. 
Sein Nachfolger wurde der milliardenschwere Bauunternehmer und „Pate von Suphan Buri“ Banharn Silpa-archa, der die Partei bei den Wahlen im Juli 1995 zum Sieg führte und 92 Sitze im auf 391 Sitze erweiterten Parlament erringen konnte. Banharns Regierung zerbrach nach etwas mehr als einem Jahr aufgrund ständiger Streitigkeiten zwischen den Koalitionspartnern und Protesten gegen ihre anscheinende wirtschaftspolitische Inkompetenz. Nach den Neuwahlen 1996 fiel die Chart-Thai-Partei auf 39 Sitze zurück und ging in die Opposition.
2001 erhielt die Partei 41 der 500 Sitze und trat einer Koalition mit der größten Partei, der Thai Rak Thai unter Thaksin Shinawatra, bei. 2005 verlor sie weitere Stimmen, wegen oder trotz der Unterstützung des Rotlicht-Königs von Bangkok Chuwit Kamolvisit. Nur 27 Sitze konnte sie erringen. Die Chart-Thai-Partei ging anschließend in die Opposition gegen Thaksin und seine Thai-Rak-Thai-Partei und boykottierte auch die Wahlen 2006 in der Hoffnung, dass Thai Rak Thai keine legale Regierung würde bilden können.
Nach dem Putsch von 2006 und der Wahl von 2007 ging die Chart-Thai-Partei eine Koalition mit der Partei der Volksmacht, die eine Ersatzorganisation für die inzwischen verbotene Thai-Rak-Thai-Partei von Thaksin Shinawatra war, ein. Im Dezember 2008 löste das thailändische Verfassungsgericht alle Parteien der Regierungskoalition, einschließlich Chart Thai, wegen Wahlbetrugs auf. Ihre führenden Mitglieder wurden mit einem fünfjährigen Politikverbot belegt. Die Politiker der Partei, die zuvor kein Amt innehatten und daher nicht von dem Urteil betroffen waren, gründeten daraufhin die Chartthaipattana-Partei. Sie wurde von Banharns jüngerem Bruder Chumpol Silpa-archa geführt.